# Rugby Rovigo Delta 2020-2021

## TOP10 2020-21

### Stagione regolare
| Incontro               | Andata | Ritorno |
| ---------------------- | ------ | ------- |
| Rovigo — Viadana       | 37-17  | 18-15   |
| Mogliano — Rovigo      | 16-37  | 13-26   |
| Reggio Emilia — Rovigo | 23-20  | 16-16   |
| Rovigo — S.S. Lazio    | 40-17  | 45-11   |
| Calvisano — Rovigo     | 13-17  | 35-42   |
| Rovigo — Petrarca      | 12-18  | 25-27   |
| Lyons — Rovigo         | 21-16  | 6-73    |
| Rovigo — Colorno       | 54-24  | 42-16   |
| Fiamme Oro — Rovigo    | 20-27  | 17-27   |

#### Risultati della stagione regolare
| Posizione | G  | V  | N | P | PF  | PS  | DP   | B  | Pt |
| --------- | -- | -- | - | - | --- | --- | ---- | -- | -- |
| 2ª        | 18 | 13 | 1 | 4 | 574 | 324 | +250 | 13 | 67 |

### Fase finale
| Turno | Incontro           | Andata | Ritorno |
| ----- | ------------------ | ------ | ------- |
| SF    | Calvisano — Rovigo | 31-22  | 6-17    |
| F     | Petrarca — Rovigo  | 20-23  | 20-23   |

## Coppa Italia 2020-21

### Fase a gironi

#### Girone A
| Incontro               | Andata | Ritorno |
| ---------------------- | ------ | ------- |
| Rovigo — Mogliano      | N.D.   | N.D.    |
| Rovigo — Viadana       | N.D.   | N.D.    |
| Lyons — Rovigo         | N.D.   | N.D.    |
| Reggio Emilia — Rovigo | N.D.   | N.D.    |

#### Risultati del girone A
| Posizione | G | V | N | P | PF | PS | DP | B | Pt |
| --------- | - | - | - | - | -- | -- | -- | - | -- |
| –         | 0 | 0 | 0 | 0 | 0  | 0  | 0  | 0 | 0  |

## Verdetti
- Rovigo campione d’Italia 2020-21